# Dicranomyia (Idiopyga) tseni
Dicranomyia (Idiopyga) tseni is een tweevleugelige uit de familie steltmuggen (Limoniidae). De soort komt voor in het Palearctisch gebied.